# 조비 베이커

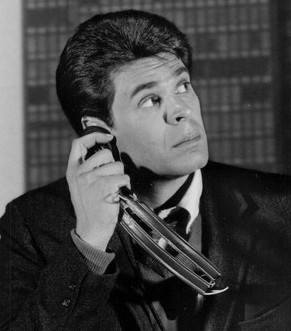

조비 베이커(Joby Baker, 1934년 3월 26일 ~ )는 캐나다의 배우, 화가, 텔레비전 배우이다.
몬트리올에서 태어났다.

## 영화
- 어밸런취 (1978년)
- 형사 Q (1976년)
- 슈퍼대드 (1973년)
- 걸 해피 (1965년)
- 루킹 포 러브 (1964년)
- 기젯 로마 가다 (1963년)
- 전투 (1962년)
- 기젯 하와이 가다 (1961년)
- 기젯 (1959년)
- 라스트 앵그리 맨 (1959년)